# Charity
Charity – miasto w Gujanie, w regionie Pomeroon-Supenaam.